# Serhat Çağlar
Serhat Çağlar (* 11. Juli 1988 in Izmir) ist ein türkischer Fußballtorhüter in Diensten von Göztepe Izmir.

## Karriere
Çağlar begann mit dem Vereinsfußball in der Jugend des Amateurvereins Gençlik Ve Spor İl Müdürlüğü SK und wechselte 2005 in die Jugend von Göztepe Izmir. Im Frühjahr 2009 erhielt er hier einen Profivertrag und wurde anschließend in den Profikader aufgenommen. Bis zum Saisonende absolvierte er für diesen ein Pokal- und ein Ligaspiel. Nachdem er die Hinrunde der nächsten Spielzeit eher auf der Ersatzbank saß, wurde er für die Rückrunde an den Drittligisten İnegölspor ausgeliehen. 
Im Sommer 2011 wurde bei ihm thrombotisch-thrombozytopenische Purpura diagnostiziert. Daraufhin verbrachte er einen Großteil der anstehenden Spielzeit in Behandlung und blieb dem Spielbetrieb fern.  
Zur Saison 2012/13 wurde er als dritter Torwart in den Mannschaftskader aufgenommen.